# Quelle von Barenton
Koordinaten: 48° 2′ 20″ N, 2° 14′ 48,8″ W
Die Quelle von Barenton (frz. La fontaine de Barenton) ist eine eingefasste Wasserquelle in der Forêt de Paimpont und ein magischer Brunnenort in der ‘Brocéliande’ genannten Waldlandschaft des arturischen Sagenkreises.
Die Quelle von Barenton, auch Barenton-Brunnen genannt, ist ein im Wald von Paimpont gelegenes Naturdenkmal in der Zentralbretagne. Es ist zu einer der mit der Artussage verbundenen touristischen Hauptattraktionen in der Bretagne geworden. Die Quelle ist weltweit als eine der berühmtesten Stätten in Brocéliande bekannt, wozu die mittelalterlichen Heldenepen von Chrétien de Troyes und Hartmann von Aue und ihre Rezeption in der Moderne erheblich beitrugen.
An der Quelle soll der Zauberer Merlin seine Adeptin Viviane zuerst in magischen Künsten unterwiesen haben. Auch die im Mittelalter literarisch mehrfach bearbeitete Sage des Löwenritters Yvain kreist um die Naturmagie und Hüterschaft der Quelle.
Die sprudelnde Quelle ist heute mit Steinen eingefasst. Der Sagenliteratur nach war sie in der mythischen Vergangenheit mit Edelsteinen geschmückt.
Dem Wasser der Quelle schreiben Sagen und Folklore magische Kräfte zu. So soll es u. a. das Wetter beeinflussen können. Zudem soll es prophetische Träume hervorrufen, Liebeszauber bewirken und auch heilsame Kräfte entfalten können.

## Toponymie
Es gibt zahlreiche Belege in leicht unterschiedlicher Schreibweise für den Namen im Mittelalter: Berenton, Belenton oder Balenton. Auf modernen Karten findet sich auch die Schreibweise Baranton. Es gibt verschiedene etymologische Hypothesen zum Ursprung des Namens, darunter altkeltische, bretonische und romanische, auch Mischformen.
Wace, ein mittelalterlicher normannischer Historiker und Dichter, benutzt den Namen ‘Berenton’ in seinem Roman de Rou, was mit der indoeuropäischen Wurzel *bher- in Verbindung gebracht wurde, die „sprudeln“ bedeuten kann, und mit dem keltischen andon, was eine „Quelle“ bezeichnet. Die Wurzel *berw- findet sich sowohl im kontinentalen als auch im insularen Keltischen: Gallisch beru- bedeutet es „Quelle, Brunnen“, was sich im gallischen Wort berura fortsetzt, wobei berula die Brunnenkresse ist, eine Pflanze, die frisches Quellwasser benötigt. Ähnliche Wörter findet sich auch in den romanischen Sprachen wieder: Französisch berle, provenzalisch berlo, spanisch berro „Brunnenkresse“.

## In Sage und Literatur
Die Quelle von Barenton ist eng mit dem Arthurischen Sagenkreis verbunden, wo sie ein magischer Ort ist, der eines mit besonderen Kräften ausgestatteten Hüters bedarf. In der Romantik und im 20. Jahrhundert wurden die Sagen und die mittelalterlichen Literaturbearbeitungen stark rezipiert.
Die wichtigsten literarischen Bearbeitungen sind der mittelalterliche Heldenroman Yvain oder Der Löwenritter (Yvain ou le Chevalier au lion) von Chrétien de Troyes aus dem 12. Jahrhundert, sowie eine walisische Version der Erzählung, Owain oder die Dame vom Brunnen. Letztere sieht die Forschung entweder als eine keltische Wiederaufnahme des Stoffes mit Anleihen bei Chrétien oder eine unabhängige Arbeit, die aus denselben Quellen wie Chrétien schöpft. Auch der mittelhochdeutsche Epiker Hartmann von Aue bearbeitete die Legende in seinem letzten großen Versepos Iwein, das von Chrétien inspiriert wurde, und auch von Walther von der Vogelweide zitiert wird.
In Chrétiens und Hartmanns Version ist Yvain einer der Ritter der Tafelrunde von König Artus. Er heiratet die Witwe eines erschlagenen Feindes, Laudine, die zur Hüterin der Quelle wird (im walisischen Epos ist sie namenlos, und wird nur die Dame vom Brunnen genannt). Später weist sie den ruhmsüchtigen Ritter Yvain jedoch zurück, als er sie für heldenhafte Abenteuer vernachlässigt, nur um ihn am Ende wieder aufzunehmen.
Chrétien nennt Laudine „la dame de Landuc“, d. h. die Adlige, die das Gebiet und die Burg von „Landuc“ befehligt, die sich in der Nähe eines übernatürlichen Brunnens im Zauberwald von Brocéliande (im Mittelalter, aber auch im 19. Jahrhundert vielfach identifiziert mit der Forêt de Paimpont) befindet. Der Brunnen der Dame Laudine, der auf magische Weise einen mächtigen Sturm erzeugt, wenn sein Wasser in ein nahegelegenes Becken gegossen wird, wird von ihrem Ehemann, Esclados dem Roten, bis zu seiner Niederlage gegen Yvain bewacht. Nachdem Yvain von der Begegnung seines Cousins Calogrenant mit Esclados erfahren hat, bei der dieser angegriffen und geschlagen wurde, weil er den Brunnen zur Erzeugung eines Sturms benutzt hatte, rächt Yvain sich im Namen seines Verwandten, indem er Esclados im Zweikampf tötet. Er folgt dem tödlich verwundeten Ritter zurück zu dessen Burg, wo er sich in die Witwe seines Opfers, Laudine, verliebt. Obwohl Laudine über den Tod ihres Mannes verzweifelt ist, lässt sie sich von ihren Vasallen (insbesondere ihrer Dienerin und Vertrauten Lunette) überzeugen, Yvain zu heiraten, um den Schutz ihres Landes zu gewährleisten.
Als Yvain eingeladen wird, mit Gauvain (Gawain) ritterliche Abenteuer zu bestehen, will Laudine ihn nicht ziehen lassen, gibt aber nach, als er verspricht, nach Jahr und Tag zu ihr zurückzukehren. Sie gibt ihrem Mann einen magischen Ring, der wahre Liebende vor körperlicher Verletzung schützt, und warnt ihn, nicht zu spät zu kommen; doch Yvain, in seine ritterlichen Aufgaben vertieft, kehrt am vereinbarten Tag nicht nach Hause zurück. Laudine lässt ihren Ring durch einen Boten holen und ihrem abwesenden Mann mitteilen, dass er niemals zurückkehren dürfe. Nach einer darauf folgenden Zeit des Wahnsinns (die er als wilder Mann im Wald verbringt) stürzt sich Yvain in weitere Abenteuer, kämpft aber, um anderen zu helfen (wie dem Löwen, der ihm seinen Spitznamen gibt), anstatt Ruhm für sich selbst zu erlangen wie zuvor. So beweist er Laudine eine tiefere Treue und ritterliche Tugend, die ihren Mann schließlich wieder in ihr Schloss aufnimmt.
In der walisischen Erzählung von Owain (Yvain) aus dem 13. Jahrhundert, einer von drei walisischen Romanzen, die mit dem Mabinogion in Verbindung stehen, bleibt die weibliche Figur namenlos und ist nur unter ihrem Titel bekannt: Herrin oder Gräfin des Brunnens. Auch ihr erster Ehemann wird nur nach seinen heraldischen Farben als der Schwarze Ritter bezeichnet. In der Yvain-Literatur der britischen Inseln sind die Schauplätze und Personennamen oft auf die Inseln bezogen.
In der modernen Literatur wurde auf die Quelle von Barenton u. a. in Louis Aragons während der Zeit der deutschen Besatzung und des Vichy-Regimes in Frankreich entstandenen Langgedichts 'Brocéliande' (1942) angespielt. Unter Hinweis auf ihre magische Kraft und ihre Rolle in der Hohen Minne der höfischen Literatur im Zusammenhang mit heldischen Tugenden, auf die sich auch einige Vordenker der Konservativen Revolution beriefen, klagt Aragon den Abfall der politischen und technologischen Faschisten von den von ihnen proklamierten Mythen und Werten an, und beschwört den Widerstand der nicht-totalitären Franzosen.